# Thompson Flake
Thompson Flake är en bergstopp i Kenya.   Den ligger i länet Meru, i den centrala delen av landet, 140 km norr om huvudstaden Nairobi. Toppen på Thompson Flake är 4 630 meter över havet.
Terrängen runt Thompson Flake är bergig söderut, men norrut är den kuperad.  Trakten runt Thompson Flake är nära nog obefolkad, med mindre än två invånare per kvadratkilometer. Det finns inga samhällen i närheten. Trakten runt Thompson Flake består i huvudsak av gräsmarker.